# Psychoda allodapa
Psychoda allodapa és una espècie d'insecte dípter pertanyent a la família dels psicòdids que es troba a les illes Ogasawara (el Japó).